# Royal 17
Royal 17 (ロイヤルセブンティーン?) è un manga disegnato da Kayono.
Parla, anche con toni abbastanza espliciti, delle avventure sentimentali di una ragazza di famiglia ricchissima che sta cercando l'amore.
In Italia è pubblicato da Flashbook a partire dal 2006.